# Grzybica paznokci

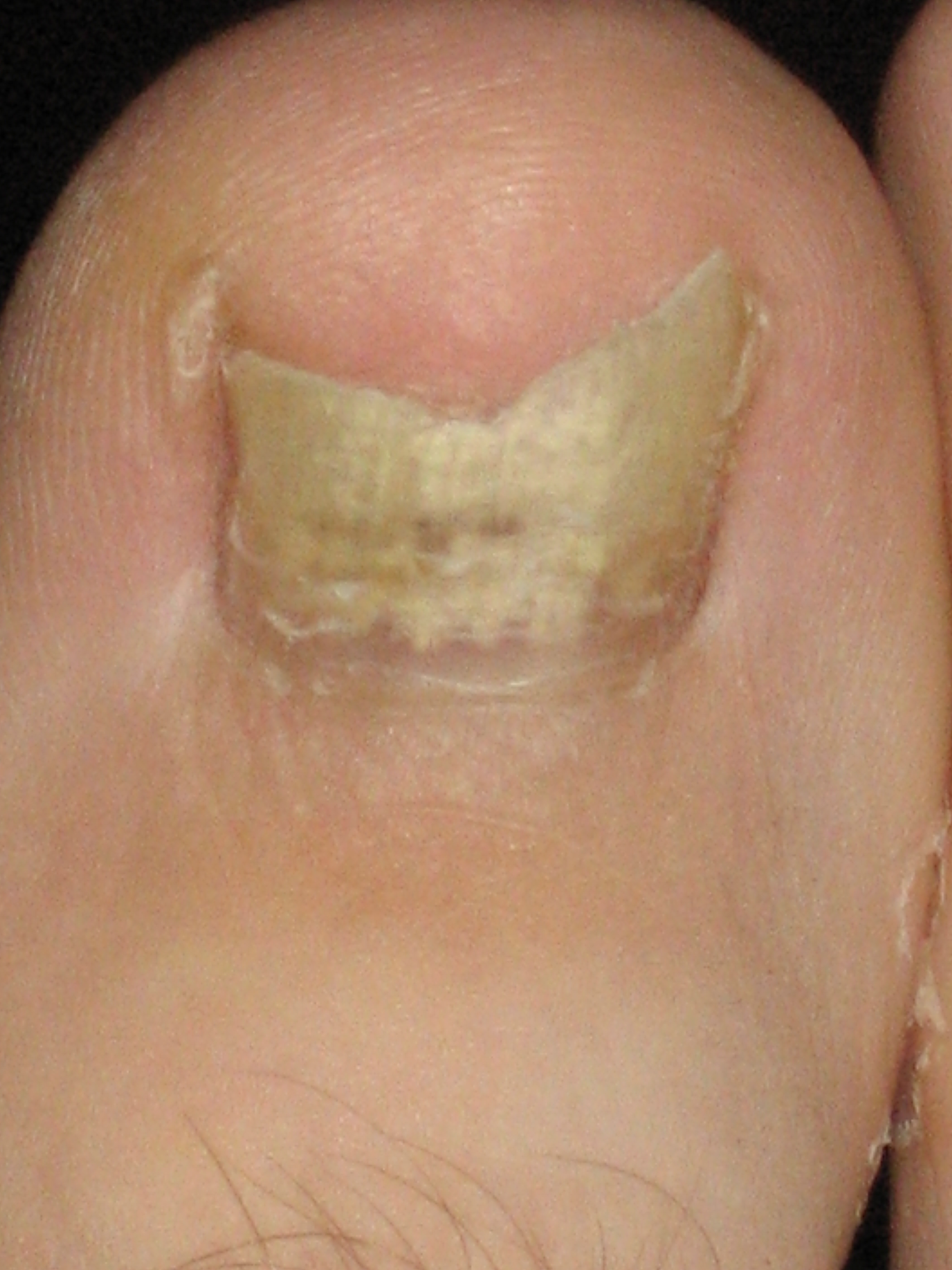
Grzybica paznokcia

Grzybica paznokci (łac. onychomycosis, tinea unguinum) – choroba mogąca towarzyszyć grzybicy stóp i dłoni, a także innym postaciom grzybicy skóry. Zakażony paznokieć traci swe różowe zabarwienie, ulega pobruzdowaniu i łatwo się kruszy. Naskórek pod zgrubiałym i popękanym brzegiem płytki ulega nadmiernemu rogowaceniu. Te zmiany mogą się utrzymywać długo i stanowią dla chorego dokuczliwe utrudnienie w codziennym życiu, a dla jego otoczenia źródło zakażenia pośredniego lub bezpośredniego.
70% przypadków grzybicy paznokci jest wywołane przez mikroskopijnego grzyba Trichophyton rubrum, który poza grzybicą paznokci może prowadzić także do rozwoju grzybicy stóp oraz innych okolic ciała, przy czym najczęściej są to obszary pokryte nieowłosioną skórą. Inne gatunki odpowiedzialne za rozwój grzybicy paznokci to m.in. Cutaneotrichosporon cutaneum, Trichosporon beigelii, Epidermophyton floccosum, Trichophyton interdigitale, Microascus brevicaulis.

## Różnicowanie
- łuszczyca paznokci (psoriasis unguinum)
- drożdżyca paznokci (candidiasis ungunum)
- zmiany troficzne (onychodystrophia)
- liszaj płaski (lichen planus)